# احمد شوقی

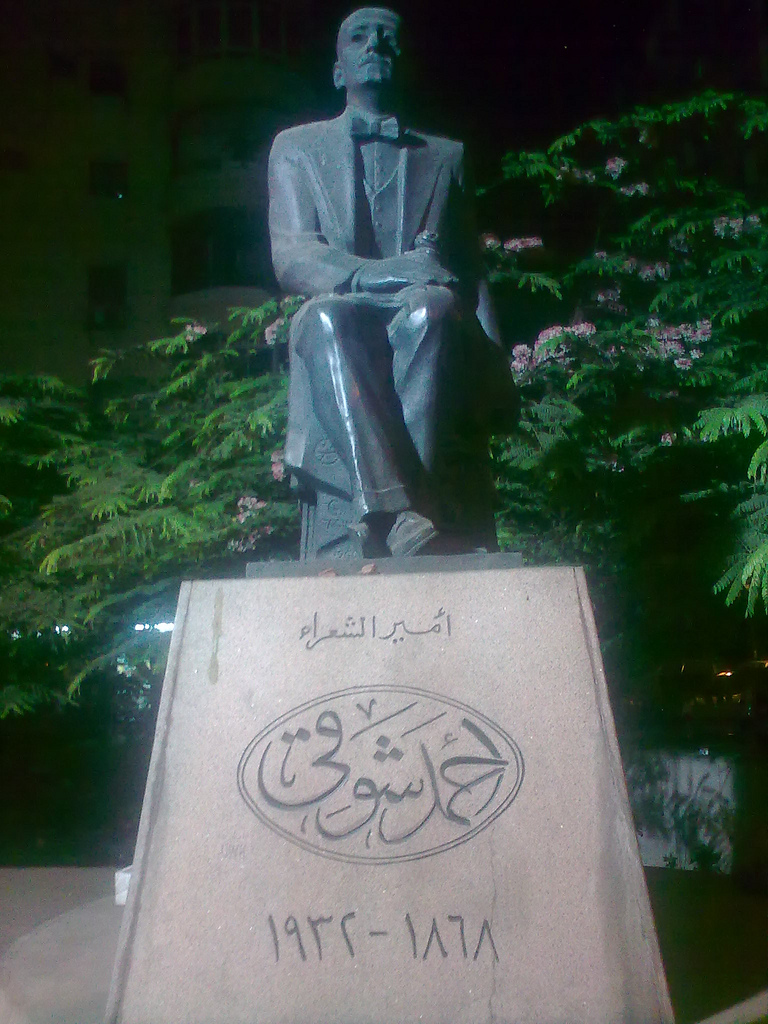
بنای یابود احمد شوقی در قاهره

احمد شوقی (به عربی: أحمد شوقي) (۲۵ دسامبر ۱۸۶۸–۱۳ دسامبر ۱۹۳۲) یکی از شاعران بزرگ عرب‌زبان بود.
او یک شاعر و دراماتیست اهل مصر و پیشگام ادبیات مدرن در آن کشور بود؛ که مهمترین آنها نوشته‌هایی در قالب شعر حماسه‌ای به سبک ادبیات سنتی عربی بود. او از سوی پدری، اصالتش به چرکس یونان و کرد کردستانبرمی‌گشت. از سمت مادرش هم جدی ترکی و یونانی داشت.

## تحصیل
شوقی در سال ۱۸۷۳م، چهارساله بود که به مدرسه ابتدائی رفت سپس به دوره آمادگی وارد شد و هنوز به ۱۵ سالگی نرسیده بود که تحصیلات خود را در دوره ابتدائی و متوسطه به پایان رساند. با وجود سن کم به مدرسه حقوق و سپس به مدرسه ترجمه رفت و از آنجا دانشنامه گرفت. در سال ۱۸۸۷م، برای ادامه تحصیل به خرج خدیو توفیق پسر اسماعیل به فرانسه رفت. به مدت ۲ سال در شهر مون‌پلیه در دانشکده حقوق به تحصیل پرداخت. در پاریس سال سوم حقوق را به پایان رساند و به اخذ دانشنامه موفق گردید.

## وضعیت و امور خانوادگی
در کودکی پدرش را از دست داده بود و پیش مادر بزرگش زندگی می‌کرد تا زمانی که در دربار شاه بود از پشتیبانی و وضعیت مالی خوبی برخوردار بود کما اینکه در آخر عمرش هم از اوضاع مالی بسیار خوبی برخوردار شد. پس از بازگشت از ژنو شوقی با دختر یکی از ثروتمندان مصر ازدواج کرد و از او صاحب یک دختر به نام آمینه شد همچنین دو پسر به نام‌های علی و حسین.